# Николай Фенерски
Николай Димитров Фенерски е български писател, есеист и сценарист.

## Биография
Роден е на 13 септември 1974 г. в Архангелск. Учи в ПАГ „Никола Й. Вапцаров“, Бяла Слатина. Завършва словашка филология във Великотърновския университет „Св. св. Кирил и Методий“ през 2000 г.
Дебютира с разкази през 1997 г. във великотърновския вестник „Артфорум“ с редактор Владимир Шумелов. Публикува във вестниците „Сега“, „Монитор“ и „Труд“, както и в списанията „Съвременник“, „Freestyle“, „Море“, „Света гора“ и „ЛИК“.
През 2002 г. създава сайта „Резерват Северозапад“, където събира диалектни и жаргонни северозападни думи и изрази. През 2012 г. документалният филм „Резерват Северозапад“ е в официалната селекция на „София Филм Фест“ и печели награда на публиката. Следващият му документален филм, „Удавник“, също е в програмата на „София Филм Фест“ за 2015 г.
През 2012 г. излиза втората му книга, сборникът с разкази „Не казвай на майка си“.
Първият му роман „1994“ е номиниран за наградата на НДФ „13 века България“ за роман на 2015 г.
Сборникът с разкази „Любов, подслон, храна и вода“ (2016) е номиниран за Европейската награда за литература. Сборникът е обявен за една от най-добрите български книги за 2017 г.
Николай Фенерски е редактор и издател на алманах „Резерват Северозапад“, където публикува творби от познати и непознати автори от региона.

## Книги
Разкази
- „Апокалипсисът е дело лично“, Пловдив: „Жанет 45“, 2009. ISBN 978-954-491-549-0
- „Не казвай на майка си“, София: „Ерго“, 2012. ISBN 978-954-8689-31-1
- „Любов, подслон, храна и вода“, Бургас: „ДИВА2007“, 2016. ISBN 978-619-90314-6-9
- „На стоп“, Бургас: „ДИВА2007“, 2018. ISBN 978-619-91056-1-0
- „Улица Зеленика“, Бургас: „ДИВА2007“, 2021. ISBN 978-619-91056-6-5

Романи
- „1994“, Бургас: „ДИВА2007“, 2015, ISBN 978-619-90314-2-1
- „На пост“, София: „Ерго“, 2019, ISBN 978-619-7392-34-0

Есета
- „Пролуката. Есета за покаянието“, Бургас: „ДИВА2007“, 2016. ISBN 978-619-90314-5-2

## Филми
- „Резерват Северозапад“, Match Frame Studio, 2012, документален, 26.45 минути
- „Удавник“, Match Frame Studio, 2015, документален, 25 минути